# Taphozous kapalgensis
Taphozous kapalgensis — є одним з видів мішкокрилих кажанів родини Emballonuridae.

## Поширення
Країни поширення: Австралія. Цей вид мешкає у вологих сухих тропіках у заплавах, мангрових заростях, уривчастих мусонних лісах, поруч з рідколіссям. Ймовірно, спочиває у дуплах дерев або аналогічних місцях. Літає над кронами дерев, але може бути знайдений ближче до землі, на відкритих просторах. 

## Загрози та охорона
Деградація прибережного середовища проживання а також пожежі є загрозами для цього виду. Зустрічається в деяких охоронних територіях. 